# Почётные звания Республики Армения
Почётные звания Республики Армения — государственные награды Республики Армения.
Согласно принятому 11 июня 2004 года закону «О почётных званиях Республики Армения» за видные достижения и исключительные заслуги в развитии науки, образования, культуры, литературы, журналистики, здравоохранения, физической культуры и спорта, экономики определены следующие почётные звания Республики Армения:
- Заслуженный деятель науки Республики Армения
- Заслуженный педагог Республики Армения
- Заслуженный журналист Республики Армения
- Заслуженный деятель культуры Республики Армения
- Заслуженный деятель искусств Республики Армения
- Народный артист Республики Армения
- Заслуженный артист Республики Армения
- Народный художник Республики Армения
- Заслуженный художник Республики Армения
- Заслуженный архитектор Республики Армения
- Заслуженный врач Республики Армения
- Заслуженный юрист Республики Армения
- Заслуженный работник экономики Республики Армения;
- Заслуженный деятель физической культуры и спорта Республики Армения
- Заслуженный работник физической культуры Республики Армения (введено в 2008г., упразднено в 2014г.);
- Заслуженный тренер Республики Армения (введено в 2008г.);
- Заслуженный коллектив Республики Армения.